# 20 января
20 января — 20-й день года  по григорианскому календарю.
До конца года остаётся 345 дней (346 дней в високосные годы).
До 15 октября 1582 года — 20 января по юлианскому календарю, с 15 октября 1582 года — 20 января по григорианскому календарю.
В XX и XXI веках соответствует 7 января по юлианскому календарю.

## Праздники и памятные дни
См. также: Категория:Праздники 20 января

### Национальные
- Азербайджан — День всенародного траура.

### Религиозные

#### Католицизм
- Память мученика Авадия (IV век)[2];
- память преподобного Евфимия Великого;
- память священномученика Фавия;
- память мученика Себастьяна (288);
- память святого Манхана Леманаганского[англ.].

##### Православие[3]
- Попразднство Богоявления;
- Собор Предтечи и Крестителя Господня;
- память святых мучеников Васса, Евсевия, Евтихия и Василида.

### Именины
- Католические: Авадий, Евфимий, Мангейм, Себастьян, Фабиан.
- Православные: Афанасий, Василий, Иван, Пафнутий.

## События
См. также: Категория:События 20 января

### До XIX века
- 250 — римский император Деций издал указ о гонениях на христиан и казнил римского папу Фабиана.
- 1320 — короновался польский король Владислав I Локетек, объединивший польское государство для борьбы с Тевтонским орденом.
- 1648 — основана Французская Академия живописи и скульптуры, в которую вошли близкие ко двору художники во главе с Шарлем Лебрёном, ожидавшие от царствующих особ покровительства и защиты.
- 1661 — во Львове основан университет Казимира, ныне Львовский национальный университет имени Ивана Франко.
- 1783 — в рамках Парижского мира подписан предварительный договор между Великобританией и Францией.

### XIX век
- 1841 — британские войска оккупировали Гонконг.
- 1893 — в лондонском Королевском институте Джеймс Дьюар продемонстрировал сосуд для хранения сжиженных газов.
- 1896 — основан Институт физической культуры имени Лесгафта в Петербурге.

### XX век
- 1915 — главнокомандующий Юго-западного фронта Н. И. Иванов отдал приказ о наступлении русских войск на Венгрию через карпатские перевалы. Одновременно для деблокировки осаждённой крепости Перемышль к Карпатам выдвинулись австро-германские войска. Так началось одно из самых крупных сражений Первой мировой войны — Карпатская битва.
- 1921:
  - образована Дагестанская АССР, ныне — Республика Дагестан;
  - принята первая конституция Турции, провозгласившая светский и национальный характер турецкого государства.
- 1942 — в Берлине прошла Ванзейская конференция, определившая пути и средства "окончательного решения еврейского вопроса".
- 1944 — ВВС Великобритании сбросили 2300 тонн бомб на Берлин.
- 1953 — осуществлён первый полёт стратегического межконтинентального реактивного бомбардировщика М-4 (103М) Владимира Мясищева.
- 1960 — осуществлён первый пуск межконтинентальной баллистической ракеты Р-7А на предельную дальность в район Тихого океана. Принятие ракеты на вооружение.
- 1973 — убийство Амилкара Кабрала.
- 1976 — резня в Дамуре.
- 1980 — президент США Джимми Картер объявил о бойкоте Олимпийских игр в Москве[4].
- 1990 — ввод советских войск в столицу Азербайджана Баку (Чёрный январь).
- 1991 — состоялся общекрымский референдум, по итогам которого была воссоздана Крымская АССР.
- 1996 — Ясир Арафат избран президентом Палестинской автономии.

### XXI
- 2018 — на севере Сирии Турция начала военную операцию «Оливковая ветвь».

## Родились

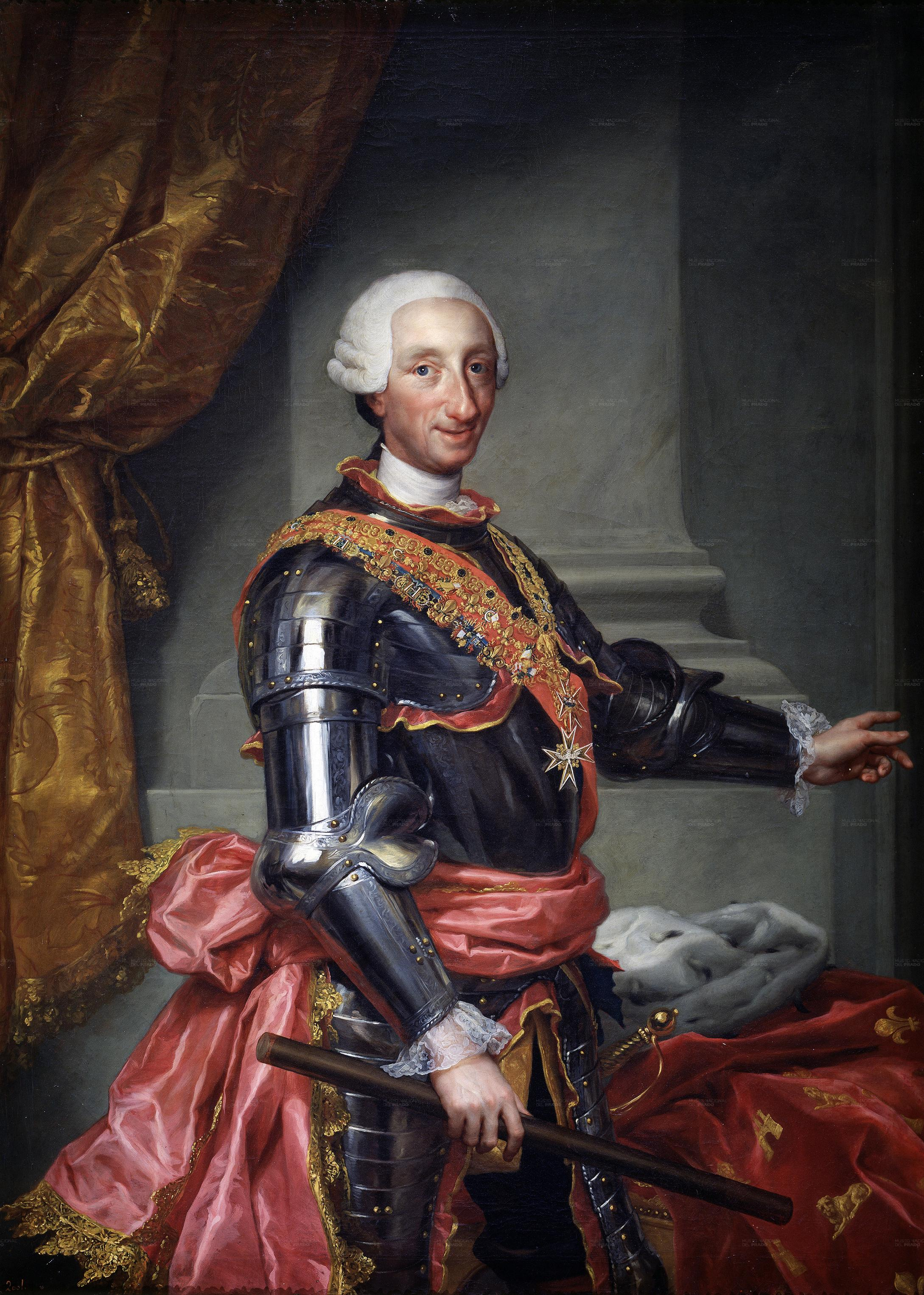
Карл III

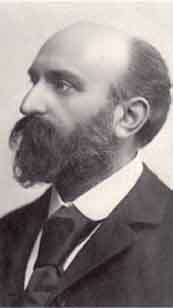
Шоссон

См. также: Категория:Родившиеся 20 января

### До XIX века
- 225 — Марк Антоний Гордиан Пий (погиб в 244), римский император (с 238).
- 1586 — Иоганн Герман Шейн (ум. 1630), немецкий композитор и капельмейстер.
- 1588 — Джованни Франческо Джесси (ум. 1649), итальянский художник эпохи барокко.
- 1699 — Антун Канижлич (ум. 1777), хорватский поэт и историк, иезуит.
- 1716 — Карл III (ум. 1788), герцог Пармский (1731—1734), Неаполя и Сицилии (1734—1759), король Испании (с 1759).
- 1775 — Андре Мари Ампер (ум. 1836), французский физик, математик и естествоиспытатель.

### XIX век
- 1817 — Андрей Будберг (ум. 1881), российский дипломат, посол в Берлине, Вене и Париже.
- 1855 — Эрнест Шоссон (ум. 1899), французский композитор и музыкальный деятель.
- 1865:
  - Иветта Гильбер (ум. 1944), французская певица, актриса кабаре, модель;
  - Михаил Туган-Барановский (ум. 1919), российский и украинский экономист, социолог, историк, государственный и общественный деятель Украины.
- 1874 — Стив Блумер (ум. 1938), футболист, один из лучших бомбардиров в истории английского футбола.
- 1876 — Иосиф Гофман (ум. 1957), американский пианист и композитор еврейского происхождения, родом из Польши.
- 1877 — Дэвид Мэги (ум. 1960), американский учёный-антиковед, академик.
- 1879 — Рут Сен-Дени (ум. 1968), танцовщица, педагог, хореограф, «первая леди американского танца».
- 1884 — Абрахам Меррит (ум. 1943), американский писатель-фантаст, журналист и редактор.
- 1885 — Владимир Готовцев (ум. 1976), актёр театра и кино, театральный педагог, народный артист РСФСР.
- 1891 — Миша Эльман (ум. 1967), российский и американский скрипач.
- 1894 — Уолтер Пистон (ум. 1976), американский композитор и педагог.
- 1899 — Кэндзиро Такаянаги (ум. 1990), японский инженер, создатель первого в мире полностью электрического телеприёмника, один из основателей компании JVC.
- 1900 — Филипп Агальцов (ум. 1980), заместитель Главкома ВВС СССР, маршал авиации, Герой Советского Союза.

### XX век
- 1902 — Назым Хикмет (ум. 1963), турецкий писатель-прозаик, поэт, сценарист, драматург, общественный деятель.
- 1904 — Виктор Орешников (ум. 1987), живописец, мастер портрета, педагог, народный художник СССР.
- 1907 — Манфред фон Арденне (ум. 1997), немецкий физик, исследователь, изобретатель.
- 1910 — Джой Адамсон (при рожд. Фридерике Виктория Гесснер; убита в 1980), австрийская и британская натуралистка, писательница, защитница живой природы, автор бестселлера «Рождённая свободной».
- 1912 — Хуан Посадас (ум. 1981), аргентинский троцкист, заложивший основы своеобразного течения, называемого посадизмом.
- 1915 — Масанори Юса (ум. 1975), японский пловец, двукратный олимпийский чемпион (1932, 1936)
- 1920 — Федерико Феллини (ум. 1993), итальянский кинорежиссёр, сценарист, лауреат пяти премий «Оскар» и «Золотой пальмовой ветви».
- 1921 — Виктор Сергеев (ум. 2008), советский и российский учёный и конструктор в системе атомной промышленности[5][6].
- 1922 — Януш Пшимановский (ум. 1988), польский писатель, поэт и публицист.
- 1923 — Пётр Якир (ум. 1982), советский историк, общественный деятель, правозащитник.
- 1926 — Патриция Нил (ум. 2010), американская актриса театра, кино и телевидения, лауреат премии «Оскар».
- 1927 — Вольфганг Казак (ум. 2003), немецкий славист, литературовед, публицист.
- 1930 — Базз Олдрин (наст. имя Эдвин Юджин Олдрин-мл.), американский астронавт, лётчик, авиаинженер.
- 1934:
  - Том Бейкер, британский актёр театра, кино и телевидения;
  - Владимир Дашкевич, советский и российский композитор, автор музыки к кинофильмам.
- 1935 — Геннадий Кулик (ум. 2023), российский государственный и политический деятель.
- 1937 — Минтимер Шаймиев, советский и российский государственный деятель, первый президент Татарстана (1991—2010).
- 1943 — Арманду Гебуза, президент Мозамбика (2005—2015).
- 1946 — Дэвид Линч (ум. 2025), американский кинорежиссёр, сценарист, лауреат «Оскара» и др. наград.
- 1948:
  - Джерри Линн Росс, американский астронавт-исследователь НАСА;
  - Натан Щаранский, советский правозащитник и диссидент, израильский государственный и общественный деятель.
- 1952:
  - Ирина Аллегрова, советская и российская эстрадная певица, актриса, народная артистка РФ;
  - Хуршид Даврон, узбекский поэт, историк, переводчик, народный поэт Узбекистана;
  - Пол Стэнли (при рожд. Стэнли Берт Айзен), ритм-гитарист и вокалист американской рок-группы «Kiss»;
  - Римас Туминас (ум. 2024), советский, российский и литовский театральный режиссёр;
  - Владимир Хотиненко, советский и российский кинорежиссёр, сценарист, актёр, педагог, народный артист РФ.
- 1956 — Джон Нейбер, американский пловец, 4-кратный олимпийский чемпион (1976).
- 1959 — Юрий Каширин, советский велогонщик, олимпийский чемпион (1980).
- 1963 — Ингеборга Дапкунайте, советская, литовская, британская и российская актриса театра и кино.
- 1965:
  - Грег Крисел, бас-гитарист и бэк-вокалист американской рок-группы «Offspring»;
  - Софи, герцогиня Эдинбургская (при рожд. Софи Хелен Рис-Джонс), супруга принца Эдварда.
- 1966 — Трэйси Ганз (урожд. Трэйси Ричард Ирвинг Ульрих), американский гитарист, автор песен, бывший член «Guns N’ Roses».
- 1968 — Дарья Юргенс, российская актриса театра и кино.
- 1969:
  - Максим Поташёв, магистр российской интеллектуальной телеигры «Что? Где? Когда?»;
  - Чимэдийн Сайханбилэг, монгольский политический деятель, премьер-министр Монголии (2014—2016).
- 1971:
  - Гэри Барлоу, британский пианист, продюсер, участник и автор песен поп-рок-группы «Take That»;
  - Пол Масвидал, американский музыкант, гитарист и вокалист, участник группы «Death».
- 1972 — Роман Старовойт (самоубийство 2025), российский государственный и политический деятель, губернатор Курской области (2019—2024, врио (2018—2019), министр транспорта Российской Федерации (с 2024).
- 1973 — Матильда, супруга короля Бельгии Филиппа.
- 1976 — Анастасия Волочкова, российская балерина, танцовщица, общественный деятель.
- 1978:
  - Владимир Гройсман, украинский политик и государственный и деятель, премьер-министр Украины (2016—2019);
  - Омар Си, французский актёр, лауреат премии «Сезар»;
  - Клейтон Стэнли, американский волейболист, олимпийский чемпион (2008).
- 1979 — Роберт Грегори Бурдон, барабанщик американской ню-метал-группы «Linkin Park».
- 1986 — Ольга Бузова, российская теле- и радиоведущая, модель, актриса и певица.
- 1987 — Эван Питерс, американский актёр, известный по ролям в телесериале-антологии «Американская история ужасов».
- 2000 — Селемон Барега, эфиопский бегун на длинные дистанции, олимпийский чемпион (2021).

### XXI век
- 2002 — Александра Бойкова, российская фигуристка (парное катание), чемпионка Европы (2020).

## Скончались
См. также: Категория:Умершие 20 января

### До XIX века
- 842 — Феофил (р. ок. 813), второй византийский император (829—842), иконоборец.
- 1479 — Хуан II (р. 1397), король Арагона (1458—1479), король Наварры (1425—1479).
- 1612 — Рудольф II (р. 1552), император Священной Римской империи (1576—1612), король Венгрии (1572—1608), король Чехии (1575—1611), немецкий король (1575—1612).
- 1666 — Анна Австрийская (р. 1601), королева Франции, супруга короля Людовика XIII.
- 1743 — Андре де Флёри (р. 1653), французский кардинал, глава правительства Людовика XV (с 1726).
- 1779 — Дэвид Гаррик (р. 1717), английский актёр, драматург, директор театра «Друри-Лейн».
- 1798 — Кристиан Каннабих (р. 1731), немецкий капельмейстер, скрипач и композитор.

### XIX век
- 1813 — Кристоф Мартин Виланд (р. 1733), немецкий поэт, писатель-прозаик, издатель.
- 1831 — Христиан Фридрих фон Глюк (р. 1755), немецкий юрист и педагог.
- 1875 — Жан Милле (р. 1814), французский художник.
- 1882 — Варфоломей Зайцев (р. 1842), русский публицист и литературный критик.
- 1896 — Василий Дашков (р. 1819), русский этнограф, меценат и коллекционер.
- 1900 — Флорентий Павленков (р. 1839), русский книгоиздатель и просветитель.

### XX век
- 1904 — Фердинанд Манлихер (р. 1848), австрийский инженер, конструктор автоматического оружия.
- 1905 — Дмитрий Аверкиев (р. 1836), русский драматург, беллетрист, театральный критик и переводчик.
- 1907 — Эмиль Жабаль (р. 1839), французский врач-офтальмолог и политический деятель.
- 1912 — Евгений Голубинский (р. 1834), историк Русской церкви и церковной архитектуры.
- 1913 — Хосе Гуадалупе Посада (р. 1852), мексиканский художник-график, карикатурист, иллюстратор.
- 1917 — Амеде Болле (р. 1844), французский литейщик колоколов и изобретатель паровых машин.
- 1918 — Владимир Наливкин (р. 1852), русский офицер, этнограф, путешественник, глава Туркестанского комитета Временного правительства.
- 1936:
  - Георг V (р. 1865), король Великобритании (1910—1936);
  - Давид Гликман (р. 1874), российский журналист, фельетонист, поэт, драматург.
- 1944 — Джеймс Кэттел (р. 1860), американский психолог.
- 1949 — Михаил Голодный (р. 1903), русский советский поэт, переводчик, журналист, военный корреспондент.
- 1954 — Борис Горбатов (р. 1908), русский советский писатель, сценарист, журналист, военный корреспондент.
- 1957 — Джеймс Коннолли (р. 1868), американский легкоатлет и писатель, олимпийский чемпион (1896).
- 1965 — Алан Фрид (р. 1921), американский диск-жокей, изобретатель термина рок-н-ролл.
- 1968 — Леонид Малюгин (р. 1909), русский советский драматург, киносценарист, публицист, литературный критик.
- 1977 — Зейнал Джаббарзаде (р. 1920), азербайджанский советский поэт и публицист.
- 1983 — Гарринча (наст. имя Мануэл Франсиску дус Сантус; р. 1933), бразильский футболист, дважды чемпион мира (1958, 1962).
- 1984:
  - Пауль Бен-Хаим (р. 1897), израильский композитор, дирижёр, пианист, педагог;
  - Джонни Вайсмюллер (р. 1904), американский киноактёр и пловец, пятикратный олимпийский чемпион.
- 1990 — Барбара Стэнвик (урожд. Руби Кэтрин Стивенс; р. 1908), американская актриса, модель и танцовщица, обладательница «Оскара» и др. наград.
- 1991 — Луи Сенье (р. 1903), французский актёр театра и кино.
- 1993 — Одри Хепбёрн (р. 1929), британская киноактриса, модель, танцовщица, обладательница «Оскара» и др. наград.
- 1994 — Мэтт Басби (р. 1909), шотландский футболист и футбольный тренер.
- 1996 — Джерри Маллиган (р. 1927), американский джазовый саксофонист, композитор.
- 1997 — Тамара Макарова (р. 1907), киноактриса, педагог, народная артистка СССР.
- 2000 — Изабелла Юрьева (наст. фамилия Лейвикова; р. 1899), советская и российская эстрадная певица, народная артистка РФ.

### XXI век
- 2012 — Этта Джеймс (урожд. Джемисетта Хокинс; р. 1938), американская блюзовая и ритм-н-блюз-певица.
- 2014 — Клаудио Аббадо (р. 1933), итальянский дирижёр, музыкальный директор Венской оперы.
- 2015 — Лариса Белогурова (р. 1960), советская гимнастка и актриса театра и кино.
- 2016 — Эдмонда Шарль-Ру (р. 1920), французская писательница, журналистка.
- 2017 — Виктор Бучин (р. 1919), советский лыжник, заслуженный тренер СССР.
- 2021 — Мира Фурлан (р. 1955), хорватская актриса и певица.
- 2022 — Мит Лоуф (при рожд. Марвин Ли Эдей; р. 1947), американский рок-певец, актёр кино и театра.
- 2024 — Норман Джуисон (р. 1926), канадский кинорежиссёр, продюсер, актёр.
- 2025 — Фред Ньюхаус (р. 1948), американский легкоатлет, олимпийский чемпион (1976).

## Народный календарь, приметы и фольклор Руси
Зимний свадебник. Зимний мясоед. Иван бражный. Иоанн Предтеча. Иван Креститель.
- С этого дня и до Масленицы к родителям невесты засылали сватов и играли свадьбы.
- Если в этот день над водой туман, то урожай хлеба будет в этом году добрый.
- Коли-же погода стоит ясная, то лето будет засушливым.
- Пасмурная и снежная погода сулит обильный урожай[7].
- В старину говаривали так: «Празднуй раз в месяц — будешь весёлым, запразднуешь каждый день — будешь голым»[8].